# تجره (ورامین)
روستای هدف گردشگری تجره، روستایی از توابع بخش جوادآباد شهرستان ورامین در استان تهران ایران است که موقعیت جغرافیایی آن به عرض جغرافیایی ۱۳ دقیقه و ۳۵ درجه و طول جغرافیایی ۴۲ دقیقه و ۵۱ درجه است. این روستا در زمان قاجار به حمایت آقا محمد خان ۶۰ سوار به تهران گسیل داشته‌است. محصولات کشاورزی آن شامل صیفی جات، غلات، پنبه، انگور، انار و انجیر و علوفه دامی است.

## وجه تسمیه
در برهان قاطع تجره بر وزن شرر به خانه‌های زمستانی (کاخ) یا سپید پوش می‌گویند.

## جمعیت
این روستا در دهستان بهنام عرب جنوبی قرار دارد و براساس سرشماری مرکز آمار ایران در سال ۱۳۸۵، جمعیت آن ۱۶۸ نفر (۴۹خانوار) بوده‌است که بیشترین اقوام ساکن آن، عرب، علیدوستی، قنبری و تاجیک می‌باشند.

## آثار تاریخی
آثار تاریخی فرهنگی باقی مانده این روستا عبارتند از مزار علی اکبر شاه ترک، تپه بزرگ، تپه شغالی، تپه کوچک (نقارخانه)، قلعه یا کاروانسرای رضاخان علیدوستی، قلعه ایوب خان علیدوستی، قلعه ابراهیم و خانه‌های اربابی ایوب خان و ابراهیم علیدوستی، باغ پایین، باغ کهنه، باغچه قلعه باغ، باغ علیدوستی که درختان کهن‌سال دارد، مسجد و مکتب خانه یا مدرسه قدیمی که خانه شعبانعلی بوده‌است و برج دو طبقه قدیمی که باقی مانده برج نگهبانی قلعه ای بوده که در مکان قدیمی روستای تجره در حیاط آقای قنبری باقی مانده‌است ضمن اینکه قدیمی تر از قلعه رضاخان و ایوب خان می‌باشد.

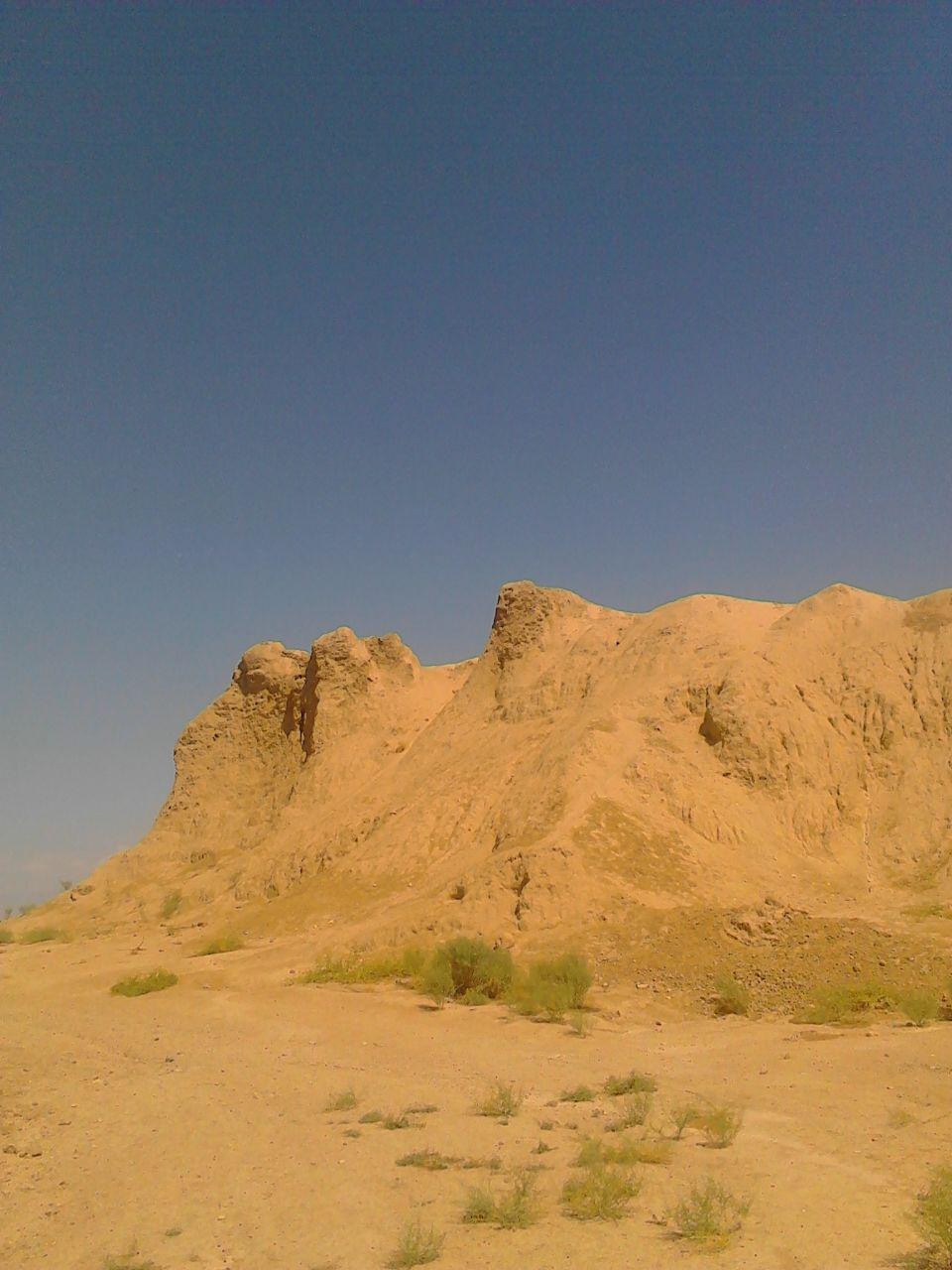
تپه تجره ورامین

### آرامگاه علی اکبر شاه ترک

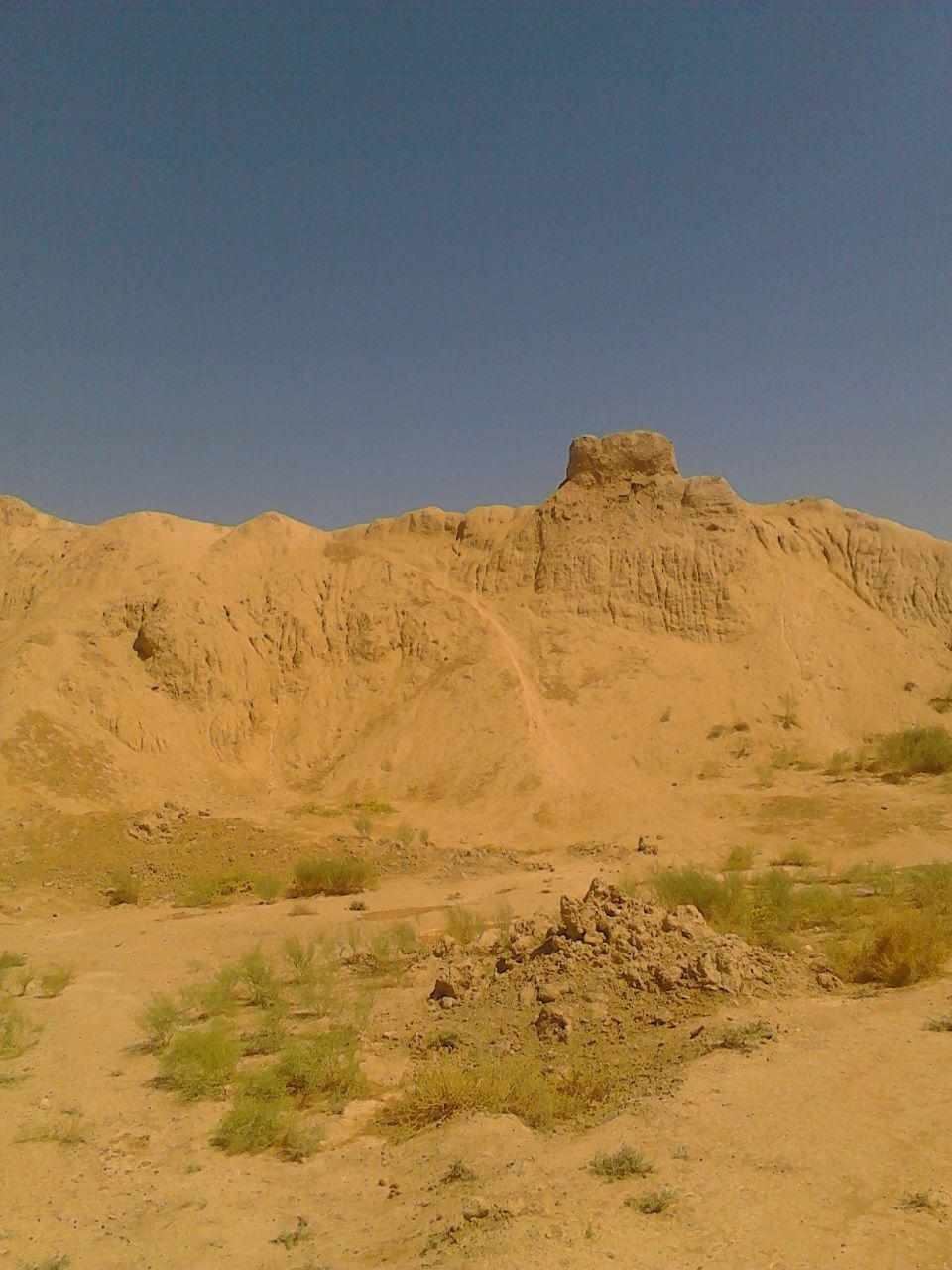
تپه تجره ورامین

شاه علی اکبر ترک عارفی نامدار بوده‌است که لقبش شاه بوده و مراد منطقه بوده‌است.
این آرامگاه شامل گنبدی هرمی شکل و پله ای زیبا و دیدنی است که مدخل ورودی آن رو به شمال و جنوب می‌باشد و دارای دو ایوان شمالی و جنوبی است که هر دو طرف آن سرپوشیده است و سقف آن قوسی هلالی دارد و مشابه هم هستند به ابعاد ۷* ۳۰۵ متر طول و عرض بدون هیچ تزئین در ایوان، که با سقف ضربی بعدها الحاق شده‌است.
اتاق هشت ضلعی آن که دیوارهای بدنه اش تو رفته محرابی شکل است که دارای سکو یا تخت شاه نشین در قسمت شرقی و غرب اتاق است. هر چهار طرف آن طاقچه‌های بزرگ مشابه هم با تزئینات گچبری ساده و گلدانی دارد و مقبره این بزرگوار در وسط اتاق قرار گرفته که ضریح ندارد و ضخامت دیواره‌هایش به بیش از یک متر می‌رسد که با مصالحی چون خشت و گل و آجر و ملات ساخته شده‌است. کنار امامزاده خانقاه و ذکرخانه‌ای بوده که کاملاً تخریب شده‌است. تاریخ بنا آن به دوران صفوی بر می‌گردد که قسمتی هم در دوران قاجاریه تعمیر شده‌است. ضمناً چهار طرف امامزاده را قبرستان بزرگی محاصره کرده که بیشترین اقوام دفن شده در آن علیدوستی، محمدی، قنبری، طباطبائی و تاجیک می‌باشند.
شجره نامه ای در دست نیست.

### خانه اربابی ایوب خان علیدوستی
این خانه با معماری سنتی ساخته شده که به خانه‌های پنج دری معروف است. این خانه به چند بخش تقسیم می‌شود: تالار، ایوان، دو مطبخت، شاه نشین، بادگیر، سردابه و انبار که امروزه در اختیار صدا و سیمای جمهوری اسلامی ایران می‌باشد و در آن فیلم‌های زیادی بازی کرده‌اند.و هم اکنون درحال مرمت و بازسازی به جهت لوکیشن فیلم برداری و عکس برداری واقامت گاه بوم گردی میباشد

### خانه اربابی رضاخان علیدوستی
این خانه پنج دری شامل شاه نشین، مطبخت، تالاری بزرگ، تراسی زیبا و بلند و دو بادگیر بلند جهت تهویه هوا و خنک کردن آن در فصل تابستان است.

### تپه شماره ۱
این اثر مربوط به سدهٔ ۸ و ۹ ه‍.ق است و در تاریخ ۱۲ بهمن ۱۳۸۱ با شمارهٔ ثبت ۷۴۳۳ به‌عنوان یکی از آثار ملی ایران به ثبت رسیده‌است.

### تپه شماره ۳
این اثر مربوط به قرن ۶ و ۷ ه‍.ق است و در تاریخ ۱۲ بهمن ۱۳۸۱ با شمارهٔ ثبت ۷۴۳۴ به ثبت رسیده‌است.

### تپه شماره ۴
این اثر مربوط به دوره ایلخانی است و در تاریخ ۱۲ بهمن ۱۳۸۱ با شمارهٔ ثبت ۷۴۳۵ به ثبت رسیده‌است .تپه باستانی شماره ۴روستای تجره ورامین نام تپه ای درجنوب روستای روستای تجره ورامین ودرشرق جاده روستای تجره به روستای حصارحسن بیگ قراردارد؛ درکناراین تپه (یعنی تپه شماره۴)؛ سه تپه باستانی دیگرقرارداردولی تپه شماره ۴تجره از۳تپه دیگربزرگترمی باشد؛ این تپه مانند۳تپه باستانی دیگرروستای تجره متعلق به قرن ۸و۹هجری می‌باشد.